# Carlo Weis
Carlo Weis (Ciutat de Luxemburg, 4 de desembre de 1958) és un ex-jugador de futbol i entrenador luxemburguès.
El novembre de 1995 es va convertir en el jugador que més partits havia disputat amb la selecció luxemburguesa, fita que fou superada per Jeff Strasser el 2008. Weis havia superat prèviament a François Konter.

## Biografia
Nascut a Ciutat de Luxemburg el 4 de desembre de 1958, Weis va dedicar-se a la pràctica del futbol, desenvolupant-se com a defensa. El seu primer equip va ser el CA Spora Luxemburg, on jugà abans de fitxar pel F.C. Winterslag belga amb vint anys. Va disputar 3 temporades amb el Winterslag, des d'on es traslladà posteriorment al Stade de Reims francès. Tornaria a l'Spora després de només una temporada a Franá, on hi jugaria 5 temporades més. Finalment acabaria consolidant-se al FC Avenir Beggen, on les seves actuacions li permetrien guanyar el premi Futbolista Luxemburguès de l'Any de 1990.
Weis va debutar amb la Selecció de futbol de Luxemburg el març de 1978 en un amistós contra Polònia. Després de vint anys defensant la samarreta luxemburguesa, Weis es va convertir en el jugador amb més partits disputats amb el combinat nacional, amb un total de 87. He played in 30 World Cup qualification matches.
L'últim partit com a internacional de Weis va ser el maig de 1998, en un amistós contra Camerun. Finalment es va retirar la temporada 1999/2000 amb 41 anys.

## Palmarès
- Lliga de Luxemburg: 2

1993, 1994
- Copa de Luxemburg: 3

1992, 1993, 1994
- Futbolista Luxemburguès de l'Any: 1

1990